# Klemens Joniak
Klemens Joniak (geboren am 2. März 2005) ist ein polnischer Skispringer.

## Werdegang
Klemens Joniak trat ab 2021 in Wettbewerben im FIS Cup regelmäßiger in internationalen, von der Fédération Internationale de Ski organisierten Wettkämpfen in Erscheinung. Am 17. Juli 2021 gab er im finnischen Kuopio sein Debüt im Skisprung-Continental-Cup. Mit dem 30. Platz erzielte er dabei auf Anhieb seinen ersten Wertungspunkt. Den Skisprung-Continental-Cup 2021/22 schloss er nach zwei weiteren, noch in der Sommersaison erzielten Punkteplatzierungen mit 14 Punkten auf dem 131. Platz ab.
Beim Europäischen Olympischen Winter-Jugendfestival 2023, dessen Skisprung-Wettbewerbe im slowenischen Planica stattfanden, gewann er drei Silbermedaillen, die erste davon im Einzelspringen von der Normalschanze. Im Teamspringen gemeinsam mit Tymoteusz Amilkiewicz, Klemens Staszel und Wiktor Szozda sowie im Mixed-Team-Springen mit Natalia Słowik, Wiktor Szozda und Pola Bełtowska jeweils ebenfalls von der Normalschanze folgten die Gewinne der weiteren Silbermedaillen.
Wenige Tage später nahm Joniak im kanadischen Whistler auch an den dortigen Nordischen Junioren-Skiweltmeisterschaften 2023 teil. Dort wurde er zunächst 16. im Einzelwettkampf von der Normalschanze. Im Teamwettkampf gewann er an der Seite von Marcin Wróbel, Kacper Tomasiak und Jan Habdas auch hier die Silbermedaille. Darüber hinaus erreichte er in der Continental-Cup-Saison 2022/23, in der er regelmäßig startete, mit 36 Punkten den 82. Platz in der Gesamtwertung.
Am 9. März 2023 konnte er sich in Zakopane als Zweiter zum ersten Mal bei einem FIS-Cup-Springen auf dem Podium platzieren. Im Sommer 2023 debütierte er am 23. September in Râșnov mit einem 36. Rang im Skisprung-Grand-Prix. Am darauffolgenden Tag erreichte er als 24. ebenfalls in Râșnov seine erste Punkteplatzierung in dieser Wettbewerbsserie. Mit diesen sieben Punkten belegte er den 79. Platz in der Grand-Prix-Gesamtwertung.

## Statistik

### Grand-Prix-Platzierungen
| Saison | Platz | Punkte |
| ------ | ----- | ------ |
| 2023   | 079.  | 0007   |

### Continental-Cup-Platzierungen
| Saison  | Platz | Punkte |
| ------- | ----- | ------ |
| 2021/22 | 131.  | 0014   |
| 2022/23 | 082.  | 0036   |
| 2023/24 | 067.  | 0001   |